# Centropseustis
Centropseustis és un gènere monotípic d'arnes de la família Crambidae. Conté només una espècie, Centropseustis astrapora, que es troba a Austràlia, on ha estat registrada a Nova Gal·les del Sud.
Les larves s'alimenten de Melaleuca genistifolia. Són gregàries i s'alimenten des de dins d'un gran niu en forma de xarxa. Les larves són de color vermell-ocre a l'esquena i blanc-ocre als costats. El cap és marró-ocre.